# Omphalotropis latilabris
Omphalotropis latilabris é uma espécie de gastrópode  da família Assimineidae.
É endémica de Guam.